# Печінка (їжа)

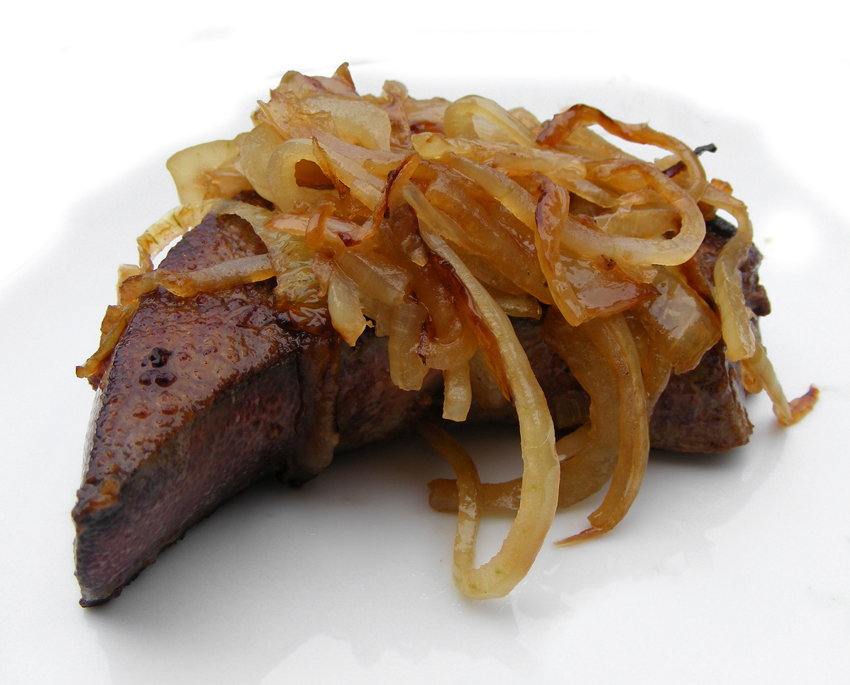
Шматочок свинячої печінки і цибулю

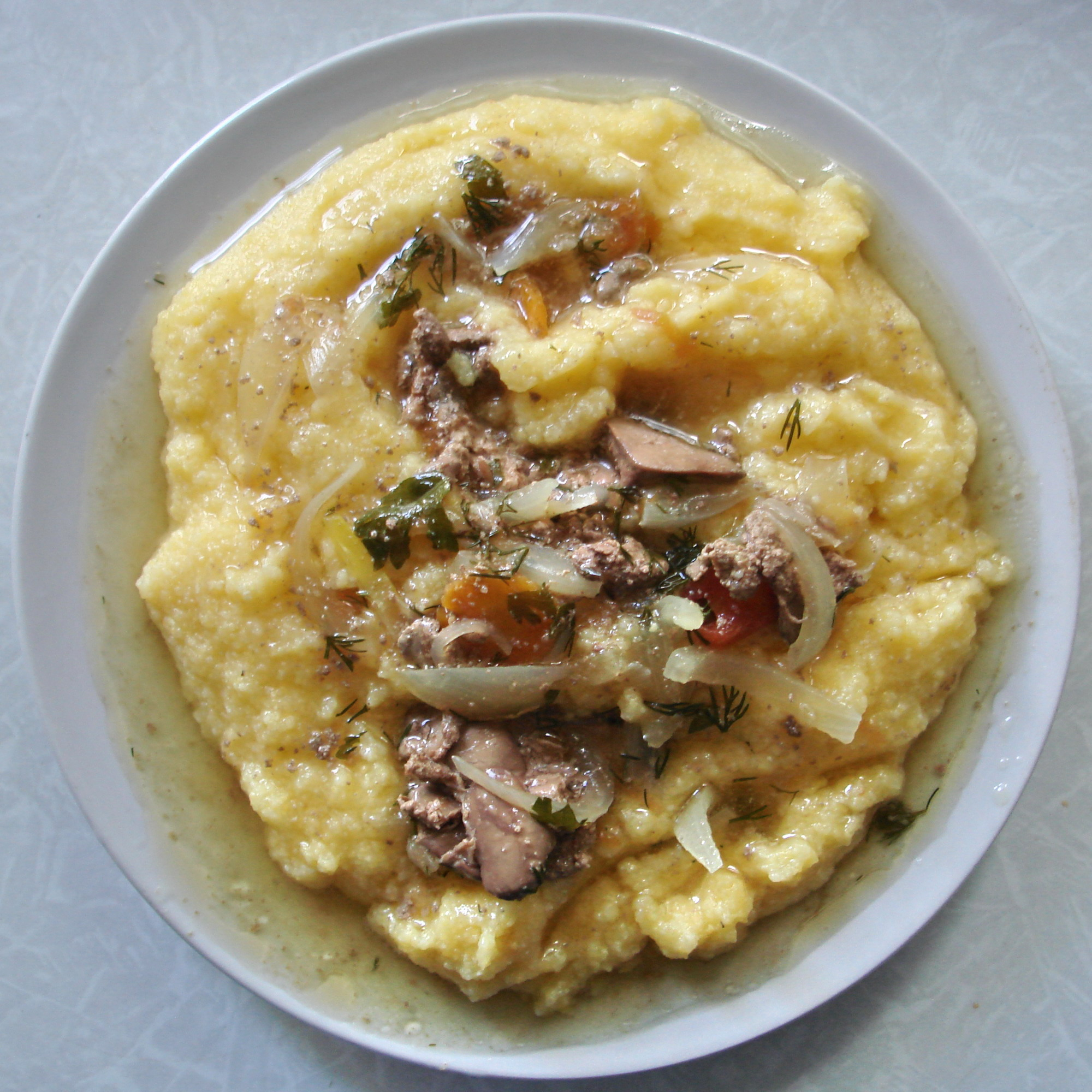
Мамалиґа (каша з кукурудзяного борошна) з курячою печінкою, кухня Молдови

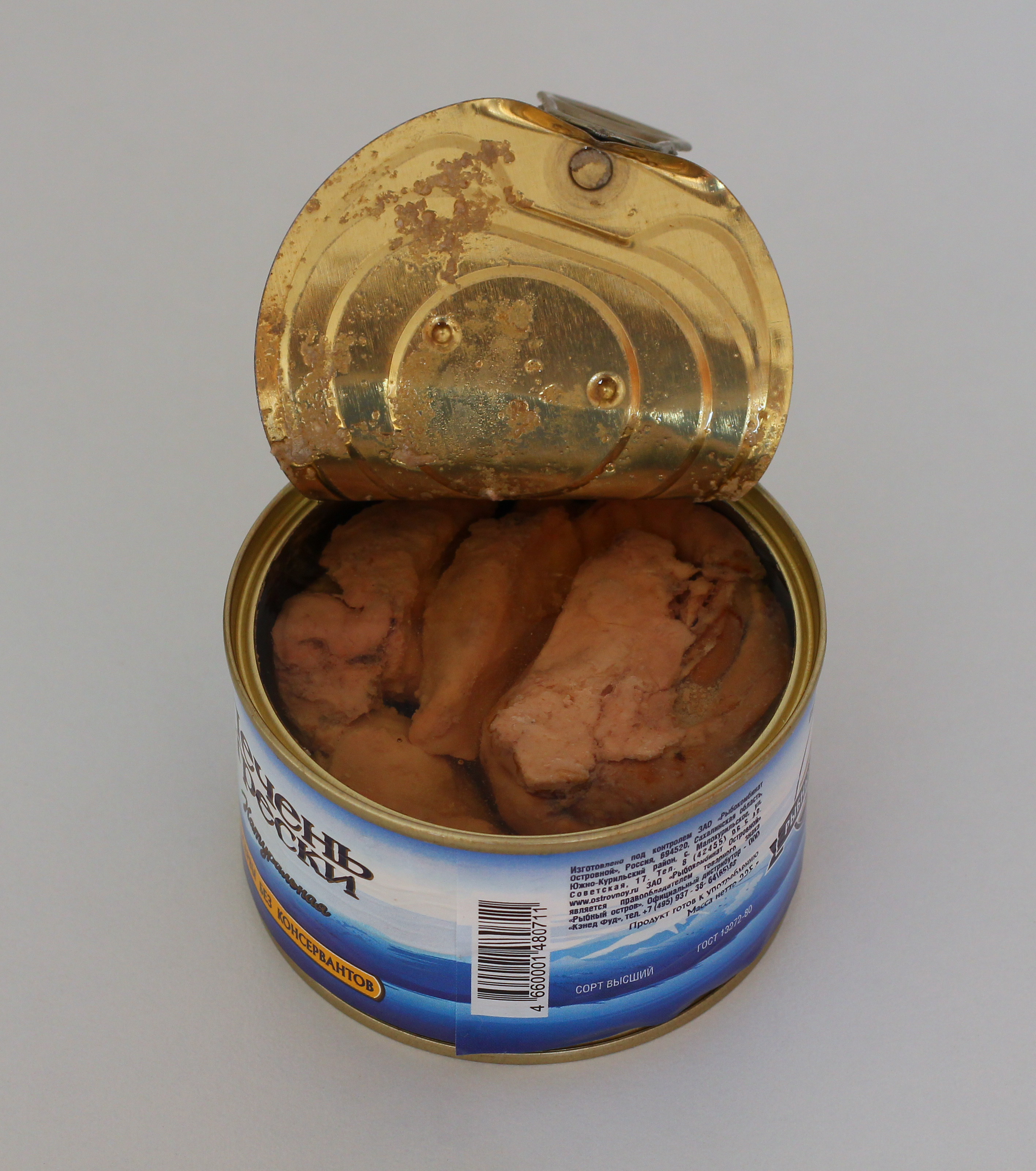
Консервована печінка тріски (див. також: риб'ячий жир)

Людина зазвичай вживає в їжу печінку ссавців, птахів і риб (див. субпродукти). Печінка свинини, баранини, телятини, яловичини, курки, гуски та тріски широко доступна в м'ясних магазинах і супермаркетах, тоді як печінка ската та миня поширена в деяких європейських країнах.

## Харчування
Печінка тварин багата залізом, міддю, вітамінами групи В і преформованим вітаміном А. Щоденне споживання печінки може бути шкідливим; наприклад, було доведено, що токсичність вітаміну А викликає медичні проблеми у дітей, народжених від вагітних матерів, які споживали занадто багато вітаміну А. З тієї ж причини вживання печінки деяких видів, таких як білі ведмеді, собаки або лосі, є небезпечним. Одна порція яловичої печінки перевищує допустимий верхній рівень споживання вітаміну А. 100 г печінки тріски містить 5 мг вітаміну А і 100 мкг вітаміну D. Печінка містить велику кількість вітаміну B12, і це було одним із факторів, які привели до відкриття вітаміну.

## Етимологія
В різних мовах печінка має різну назву. Українське слово «печінка» походить від старослов'янського слова «печҍнь», яке, у свій час, є похідним від дієслова «пекти». Це символізує зв'язок між органом та процесами приготування їжі в організмі, коли печнка «пече» страву в травній системі. В українській мові також існує термін «печеня», що означає страву зі смаженого м'яса, що підкреслює цю кулінарну асоціацію.
У сусідніх слов'янських мовах:
- словацька: pečeň (дуже близько до українського);
- білоруська: печань або печанка (споріднені варіанти);
- російська: печень (аналогічне походження, але відсутній суфікс «-інка»);
- польська: wątroba (непов'язане з «печінка», походити від праслов'янського vątroba («утроба»), означає «внутрішній»).
- чеська: játra (подібно в польській мові від праслов'янського jętra, яке означає «внутрішність»).
- сербохорватська: јетра або џигерица (перше походити із того ж кореня, що й чеське, друге — турецького походження).
- болгарська: черен (означає «горіти», «палити», що близько до змісту функції печінки в українській мові)

В англійській мові від середньоанглійського liver, від староанглійського lifer, від прагерманського *librō, від праіндоєвропейського *leyp- «розмазувати, розмазувати, приклеювати», від праіндоєвропейського *ley — «бути слизовим, бути липким, ковзати». Споріднена із східнофризькою мовою Lieuwer «печінка», західнофризькою lever «печінка», голландською lever «печінка», нім. Leber «печінка», данська, норвезька та шведська мови lever «печінка» останні три з давньоскандинавської lifr «печінка».
У романських мовах анатомічне слово «печінка» (франц. foie, італійське fegato, іспанська hígado тощо) походить не від латинського анатомічного терміна jecur, але від кулінарного терміна ficatum, буквально «фарширований інжиром», що стосується печінки гусей, які були відгодовані на інжирі (фуа-гра).

## Підготовка
Печінку можна запікати, варити, смажити або їсти сирою (асбе найє або савда найє в ліванській кухні, сашімі з печінки). У багатьох приготуваннях шматочки печінки поєднуються з шматочками м'яса або нирок, як у різних формах середньосхідного змішаного грилю (наприклад, meurav Yerushalmi). Спреди або паштети, виготовлені з печінки, мають різні назви, зокрема печінковий паштет, паштет фуа-гра, подрібнена печінка, паштетівка, печінковий спред і брауншвейгер. Інші печінкові ковбаси включають мацафегато або сальсічча матта. Традиційний південноафриканський делікатес, а саме скілпаджієс, готується з подрібненої баранячої печінки, загорнутої в нетвет (сало) і смаженої на відкритому вогні.

## Рибна печінка
Печінка деяких риб цінується як їжа, особливо печінка ската. Його використовують для приготування делікатесів, таких як пашот з печінки скатів на тостах в Англії, а також beignets de foie de raie і foie de raie en croute у французькій кухні. Печінка тріски (зазвичай консервована в олії та подається з приправами) є популярним намазком для хліба або тостів у кількох європейських країнах. У Росії її подають з картоплею. Жир печінки тріски зазвичай використовується як харчова добавка. У Фінляндії їдять печінку миня: продавці риби та рибні ряди супермаркетів зазвичай продають цю рибу з прикріпленими мішками з печінкою та ікрою. Ці частини часто їдять у вареному вигляді або додають в суп з миня. Минь і його печінка є традиційним зимовим продуктом.

## Отруєння
Печінка білих ведмедів, моржів, тюленів і хаскі може містити дуже високі рівні попереднього вітаміну А, і, за кількома неофіційними повідомленнями, їх споживання призвело до отруєння вітаміном А (гіпервітаміноз А . Було підраховано, що споживання 500 грамів печінки білого ведмедя призведе до токсичної дози для людини. Російський моряк Олександр Конрад, який супроводжував дослідника Валеріана Альбанова в трагічному випробуванні над арктичними льодами в 1912 році, писав про жахливі наслідки споживання печінки білого ведмедя. Також у 1913 році вважалося, що дослідники Антарктики з Далекосхідної партії Дуглас Моусон і Ксав'єр Мертц отруїлися, останній смертельно, внаслідок споживання печінки хаскі, хоча нещодавно це твердження було оскаржено.
Вміст ртуті печнки деяких видів також може бути проблемою. У 2012 році уряд Нунавута, Канада, попередив вагітних жінок про необхідність зменшити споживання печінки кільчастої нерпи через підвищений рівень ртуті.
Нейротоксин у печінці скелезубових (яку в японській кухні споживають як фуґгу, що суворо регулюється японським законодавством) містить найвищу концентрацію тетродотоксину, який характеризує вид. Отже, з 1984 року використання печінки заборонено.

## Традиції
Свиняча печінка є традиційною їжею іммігрантів з Окінави на Гаваях. Раніше його їли на Новий рік.
У Пакистані та Північній Індії печінку традиційно їдять як перше м'ясо жертовної тварини під час Курбан-Байрам. Каледжі масала або каледжі салан популярні протягом усього фестивалю.